# Goleta Atyla
Atyla es una goleta de dos palos construida en madera en 1984. Desde 2014 navega por todo el mundo visitando concentraciones y regatas de barcos clásicos. En 2016 se inició el registro de la Fundación Atyla, una organización sin ánimo de lucro que actualmente opera el barco o organiza viajes de aventura y coaching para gente de diferentes países, edades y clases sociales.

## Construcción
La goleta fue diseñada en 1980 por Esteban Vicente Jiménez siguiendo el estilo de las goletas que se construían a principios del siglo XIX y bajo la aprobación el doctor ingeniero naval donostiarra Francisco Lasa Etxarri. Esteban también se encargó de dirigir la construcción del barco, que fue llevada a cabo con la ayuda de un numeroso grupo de amigos y voluntarios. Su intención era circunnavegar la tierra siguiendo la ruta de Magallanes-Elcano y que luego la goleta sirviese de barco escuela.
La primera parte de la construcción se llevó a cabo en Vinuesa, donde se tallaron la mayoría de piezas de la embarcación -Baos, cubiertas, mobiliario, tambuchos, casetas, balaustres, aparejos, etc-. Se realizaron en madera de fresno, elondo, roble, y sobre todo de pino albar, muy abundante en la zona. También los mástiles se realizaron con madera de Vinuesa: el pueblo donó dos enormes pinos de 175 años de edad para mostrar su apoyo a semejante proyecto de uno sus vecinos.
El resto de piezas del exterior, así como el casco, se realizaron en Iroko.Años más tarde, en 1986, también se remplazarían los mástiles originales por unos de esta madera, cuya durabilidad en exteriores es mucho mayor.
Se necesitaron 6 enormes camiones para transportar todas las piezas de madera hasta el municipio vizcaíno de Lequeitio en 1982, en cuyo astillero a orillas del Lea se realizaría el ensamblaje final. Algunas piezas eran tan grandes y pesadas que no podían ser transportadas por tierra y tuvieron que ser llevadas en barco remontando la desembocadura de la ría hasta el astillero de ribera de Eguiguren y Atxurra, construido en 1917 y en ese momento ya casi sin actividad, pero todavía hoy en pie.
El proyecto comenzó a tener más y más eco en prensa. La idea de construir a mano un velero de 30 metros de largo para navegar alrededor del mundo era tan impresionante que Esteban recibió la Mención Honorífica de los Premios Rolex a la Iniciativa en 1984.

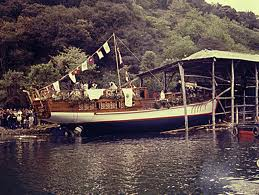
Botadura de la goleta Atyla en 1984 (Entonces con el nombre Itxaso-Petronor)

La botadura de la goleta tuvo lugar el 15 de mayo de 1984 con el nombre de Itsaso-Petronor contaba entonces con el patrocinio de la empresa petrolera homónima. La maquinaria y electrónica del barco fueron instaladas durante las siguientes semanas en la ría de Bilbao en los desaparecidos Astilleros Celaya de Erandio, junto al puente de Rontegi, que fueron famosos por los enormes buques escuela que se allí se construían hasta su cierre a finales de los años 80.

## Origen del nombreMarea Errotay otros nombres
La construcción del Atyla en el astillero de Lequeitio empezó en 1982, sólo 2 años después de que fuera derruido justo en la orilla opuesta un antiguo molino de marea que databa de 1555. Los molinos de marea, o de mareas, se usaban desde la Edad Media en toda la costa atlántica de Europa, utilizando la energía mareomotriz para moler trigo. En euskera, el término ‘molino de marea’ se traduce como 'marea errotak'. De ahí proviene del nombre original de la goleta Atyla: Marea Errota. El barco se llamó así desde 1984 hasta 2005. Todavía hoy la empresa que Esteban creó para gestionar el barco conserva este mismo nombre.
En otros momentos de su historia el barco portó los nombres Taurus (Durante la construcción), Itsaso-Petronor (mientras duró el acuerdo de patrocinio con la empresa con este nombre) y Cantabria Infinita (Entre 2005 y 2012).

## Historia y viajes
Su destino inicial era llevar a cabo la vuelta al mundo siguiendo la ruta de Juan Sebastián Elcano, contando, para ello, con el apoyo de Petronor que, sin embargo, abandonó el proyecto a los pocos meses de la botadura y antes de que se iniciara el viaje.
Pasados dos años, y con el nombre de Marea Errota, el plan era realizar una larga ruta hasta el Caribe, donde la goleta se utilizaría para navegaciones a vela con fines turísticos. Sin embargo los planes se truncarían de nuevo al principio del viaje, de camino a las Islas Canarias para cruzar el Atlántico, cuando una gran tormenta obligó a la tripulación a refugiarse en la ciudad marroquí de Tánger. Durante la imprevista parada el barco fue saqueado y espoliado ante la impotencia de la tripulación.[cita requerida]
Sin provisiones ni equipamiento, la goleta se dirigió a la isla de Lanzarote. Amarrados allí durante varios meses mientras se recuperaban del robo y buscaban un plan que por fin saliera bien, la tripulación empezó a darse cuenta de la cantidad de gente que se interesaba por el barco, y del potencial que tenía el creciente turismo de la zona y decidieron quedarse en el puerto de Playa Blanca, donde estuvieron 19 años realizando pequeñas excursiones de navegación a vela para turistas. El barco llegó a ser uno de los referentes del turismo de la isla.
En 2005 el gobierno de Cantabria contrató la goleta para convertirla en el velero imagen de la región. Fue trasladada a Santander, donde por 6 años, con el nombre Cantabria Infinita, fue utilizada para todo tipo de actividades: Desde la formación de navegantes hasta excursiones turísticas, e incluso para salidas organizadas por la consejería de medioambiente en las que se llevaba a grupos de escolares a conocer la fauna del mar cantábrico.
Una vez terminado el contrato con el gobierno de Cantabria, Rodrigo de la Serna decidió hacerse cargo del barco para mantenerlo navegando. Tras cambiar el bauprés, y el pico y la botavara de la vela trinqueta, en junio de 2013 Rodrigo y Esteban trasladan la goleta hasta el Mediterráneo.[cita requerida]
La goleta se trasladó al Puerto de Badalona, para realizar labores de mantenimiento de cara a su participación en las regatas de clásicos, organizadas por la STI, para el 2014. Con sede en Ibiza, Atyla sirvió de imagen para un gran evento de la marca Cutty Sark, y al final del verano participó en la regata de barcos clásicos del Mediterráneo 2013, organizada por la asociación Sail Training International. En ese momento Rodrigo decidió dedicar el velero a la formación de navegantes de todas las edades.

## Barco escuela internacional
Desde 2014, la goleta se utiliza como barco escuela internacional, ya que navega por toda Europa y el idioma a bordo es preferentemente el Inglés. Las etapas de navegación se definen en torno a eventos y regatas de barcos clásicos y de sail training. La ruta de 2014 consistía en circunnavegar el continente Europeo casi por completo y por partida doble, lo que significa 20 000 km, la mitad de la circunferencia de la tierra.
La ruta comenzó 11 de abril cuando la goleta partió del puerto de Badalona para participar en la regata de barcos clásicos del Mar Negro 2014 organizada por Sail Training International. Durante esta regata la goleta celebró el 30 aniversario de su botadura y el 25 cumpleaños de Rodrigo, el capitán más joven de la regata. Y al finalizar fueron galardonados con el Frienship Trophy el premio más importante en este tipo de regatas.
Terminada esta tenían poco más de un mes para atravesar el mediterráneo y llegar hasta Harlingen (Países Bajos) para participar en The Tall Ships Races 2014. Esta concentración de buques escuela les llevó hasta Noruega y Dinamarca. La siguiente cita fue la regata de buques escuela entre Falmouth y Londres. La temporada tiene previsto acabar en octubre, tras la participación de una concentración más de barcos clásicos en Tolón (sur de Francia) llamada "Tolón 1778 – Puerto de la independencia americana"
En 2016 Rodrigo de la Serna inició el registro de una organización sin ánimo de lucro con objeto social, la Fundación Barco Escuela Atyla, con  el objetivo de que esta organización sea la que opere el velero. En la actualidad la fundación organiza viajes de aventura y coaching a bordo del barco y dedica las donaciones que recibe a un fondo de becas para personas con falta de recursos.

## Galería de imágenes

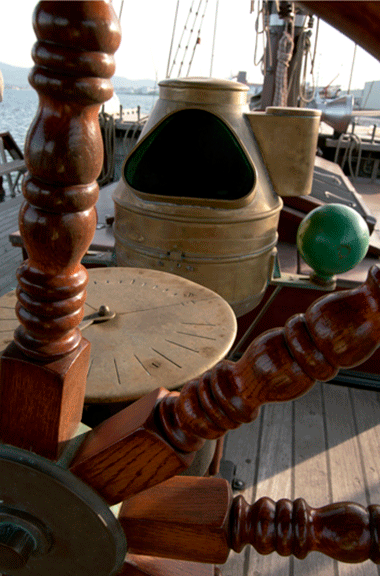
Bitácora
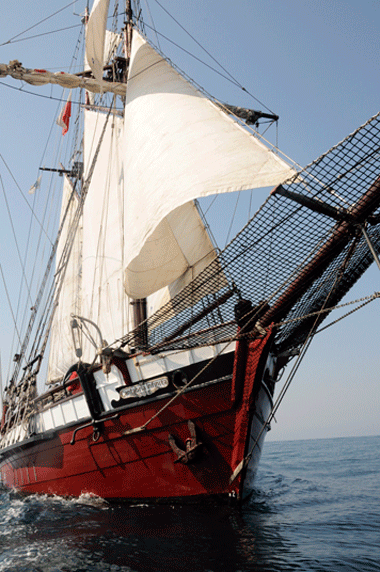
Vista desde proa
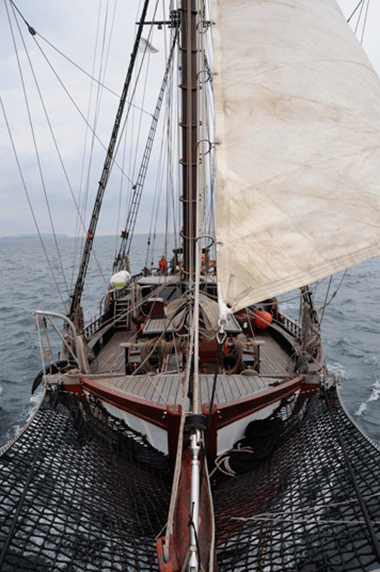
Vista desde el guardamancebos
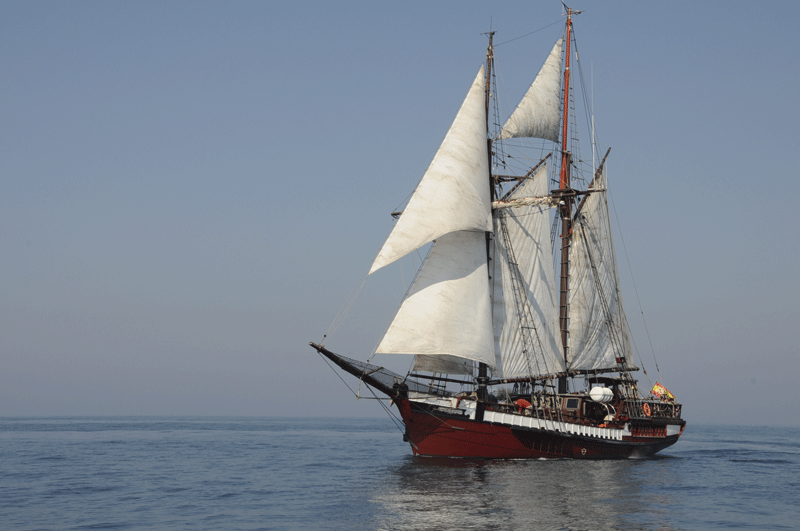
Vista desde proa lejana
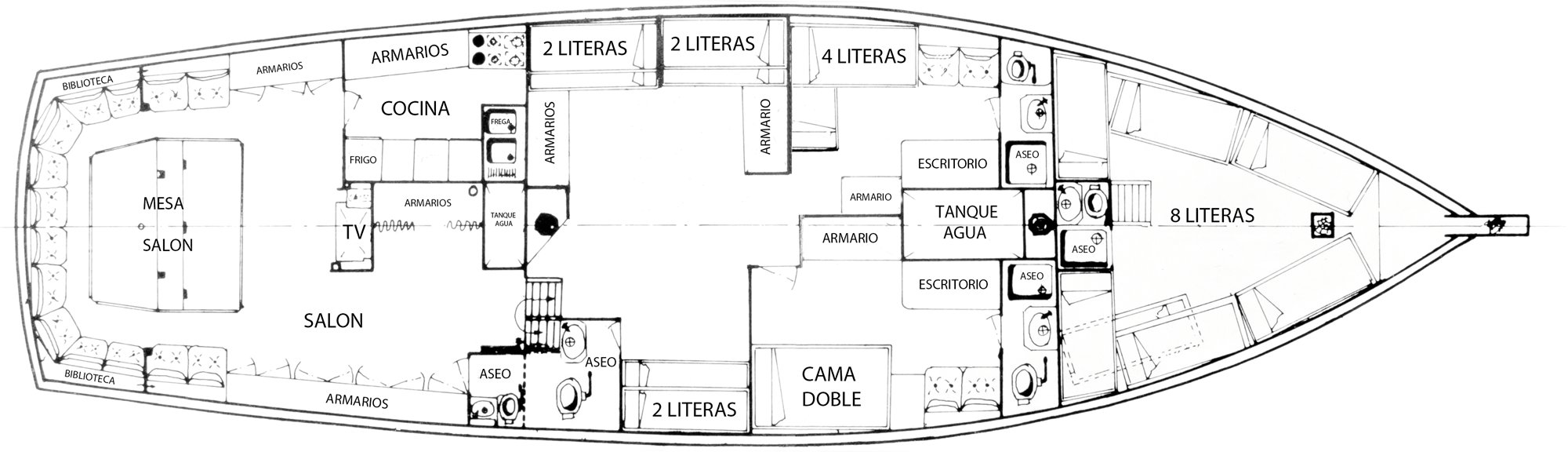
Plano interior